# Carnasserie Castle

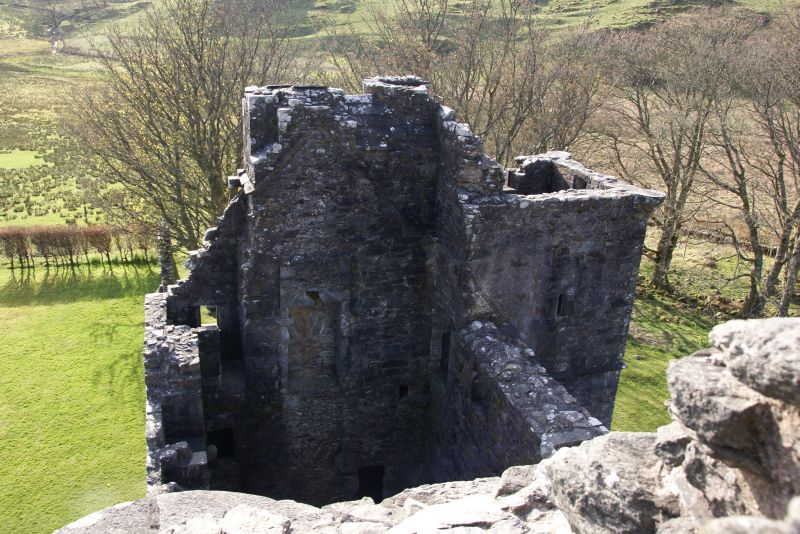
Overzicht van de tweede vleugel met rechts de noordwestelijke toren met trappenhuis, gezien vanaf de oostelijke woontoren.

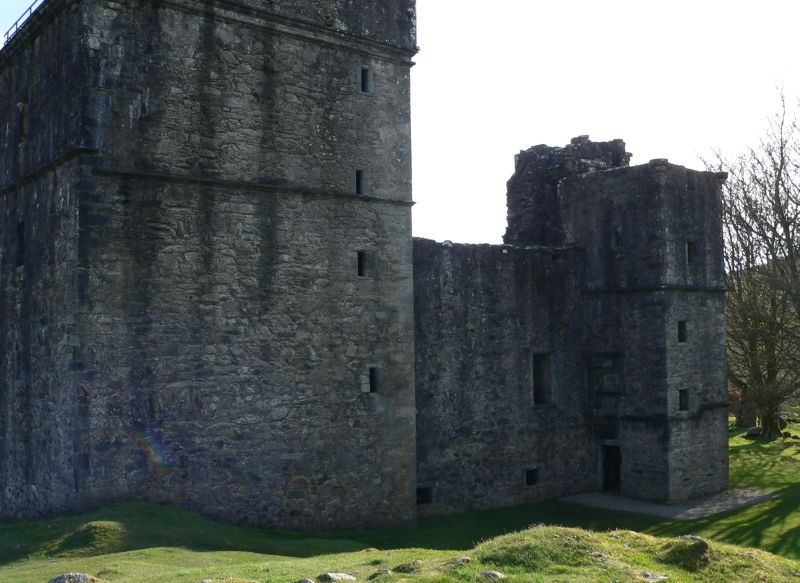
Carnasserie Castle vanaf het noordoosten met links de woontoren en rechts de toren met trappenhuis en de ingang van het kasteel.

Carnasserie Castle is (de ruïne) van een laat-zestiende-eeuws kasteel, twee kilometer ten noorden van Kilmartin gelegen in de Schotse regio Argyll and Bute.

## Geschiedenis
Het kasteel werd tussen 1565 en 1572 gebouwd door John Carswell. Deze John Carswell had vanaf 1562 een belangrijke administratieve functie in de protestantse kerk en werd vanaf 1567 bisschop van dezelfde kerk. Als kerkelijk persoon kon hijzelf officieel niet een kasteel als privé-eigendom bezitten. Het kasteel was daarom officieel eigendom van Archibald Campbell, de Earl of Argyll. John Carswell werd vooral bekend doordat hij het "Book of Common Order", een belangrijk werk van John Knox, vertaalde naar het Gaelic. Dit was tegelijk ook het eerste boek dat in het Gaelic werd uitgebracht. John Carswell overleed in 1572 en werd begraven in Ardchattan Priory.
Het kasteel werd in 1685 ingenomen door de clans MacLean en MacLachlan in opdracht van Jacobus VII. Het kasteel was op dat moment in handen van de opstandige Earl of Argyll. Na de inname werd het kasteel gedeeltelijk opgeblazen.

## Bouw
Het kasteel werd in de zestiende eeuw gebouwd, volgens een structuur die het kasteel een middeleeuws uiterlijk moest geven. In de middeleeuwen werden er namelijk vaak versterkte woontorens gebouwd als kasteel, die in later tijd weer verder uitgebreid werden door er een gebouw tegenaan te bouwen met onder andere een grote zaal en luxere vertrekken. Het uiterlijk van Carnasserie Castle geeft vanaf buiten dezelfde indruk van een bouw in etappes, maar het kasteel is desondanks in eenmaal gebouwd. Dit onderscheid met de "echte" middeleeuwse kastelen is te maken, doordat de vleugel die de oude woontoren moet simuleren nooit een buitenwand heeft gehad aan de zijde van de zogenaamd "aangebouwde" vleugel.
De bijna vierkante woontoren bevindt zich aan de oostzijde van het kasteel en heeft vijf etages. De tweede vleugel bevindt zich ten westen van de toren en heeft een rechthoekige plattegrond, de lengteas ervan is oost-westelijk georiënteerd. Op de noordwestelijke hoek van deze vleugel bevindt zich nog een kleinere toren van vier etages met daarin een trappenhuis. Het kasteel heeft dus een plattegrond van een spiegelbeeld van een letter "L". De toegang tot het kasteel bevindt zich in de hoek tussen de tweede vleugel en de toren met trappenhuis.
Rondom het kasteel zijn er nog fundamenten te vinden van bijgebouwen. Vermoedelijk dateren die gebouwen uit 1681, aangezien deze datum op de steen staat boven de toegangspoort van het terrein.

## Beheer
Carnasserie Castle wordt beheerd door Historic Environment Scotland.